# Gliding Over All
"Gliding Over All" es el octavo episodio y final de mitad de temporada de la quinta temporada de la serie dramática de televisión estadounidense Breaking Bad, y el episodio 54 en general de la serie. Escrito por Moira Walley-Beckett y dirigido por Michelle MacLaren, se emitió en AMC en los Estados Unidos el 2 de septiembre de 2012.
El episodio lleva el nombre del poema 271 de Hojas de hierba de Walt Whitman, un libro que ocupa un lugar destacado en la serie.

## Trama
En Vamonos Pest, Walter y Todd preparan un barril de ácido fluorhídrico para deshacerse del cadáver de Mike. Cuando llega Jesse para saber que paso, Walt le informa que Mike "se ha ido". Cuando Jesse le pregunta sobre cómo tratarían con los nueve secuaces de Mike ahora que no recibirán sus pagos por riesgo, Walt le dice sin rodeos a Jesse que, después de haber renunciado, ya no está involucrado en el negocio y que los asuntos se manejarán sin él.
Walt se reúne con Lydia en una cafetería para obtener los nombres de los secuaces de Mike. Sospechando que Walt la verá como un lastre y la matará, Lydia propone una asociación en la que Walt expande su distribución en el extranjero a la República Checa, que tiene un alto porcentaje de usuarios de metanfetamina con algunos contactos que ha generado por su trabajo en Madrigal. Cuando Walt está de acuerdo con su propuesta, Lydia le proporciona los nombres. Después de que Lydia se va, Walt se quita su sombrero de la mesa y revela un vial oculto de ricina que presumiblemente tenía la intención de envenenarla. Walt luego esconde el vial en su casa.
Walt, sabiendo que Todd le comentó sobre contactos que tenía en el mundo criminal, le pide una reunión con su tío, Jack Welker, un gángster de alto rango de la Hermandad Aria. Walt recluta a Jack y sus hombres para matar a los secuaces encarcelados de Mike, insistiendo en que los maten simultáneamente. Aunque Jack trata de explicar que la operación será logísticamente difícil, Walt, imperturbable, le ordena "resolverlo". Al día siguiente, en menos de dos minutos y en tres prisiones diferentes, los diez son asesinados. Cuando Hank se entera de los asesinatos en masa, se sorprende y horroriza y en una conversación con Walt mientras los visita, le dice que anhela un trabajo que no incluya "perseguir monstruos".
Durante los próximos meses, la producción de metanfetamina de Walt es rentable y desinhibida, recaudando millones de dólares. Mientras tanto, Marie anima a Skyler a reconciliarse con Walt. Más tarde, Skyler lo lleva ante una enorme pila de dinero que ha estado recolectando y guardando en una unidad de almacenamiento. Después de explicarle a un atónito Walt que simplemente hay demasiado dinero para lavar a través de su lavado de autos, Skyler le pregunta cuánto dinero será suficiente antes de que pueda recuperar su vida anterior con sus hijos. Más tarde, Walt le dice a Skyler que renunciará. Walt visita a Jesse y los dos recuerdan los días en que cocinaban metanfetamina en la casa rodante. Antes de irse, Walt deja dos bolsas. Temiendo por su seguridad, Jesse abre las bolsas lentamente, solo para encontrarlas llenas de dinero en efectivo. Aliviado, se deshace de un arma que había estado escondiendo durante la visita.
Walter Jr. y Holly vuelven a vivir con Walt y Skyler, y la familia parece estar en reparación, y ahora todo va bien para Walt. Durante el almuerzo junto a la piscina con Hank y Marie, Hank se va para usar el baño. Buscando material de lectura, encuentra la copia de Walt de Leaves of Grass de Walt Whitman debajo de algunas revistas en el baño, la misma copia que Gale Boetticher le dio a Walt. Mientras hojea las páginas del libro, Hank encuentra una dedicatoria escrita a mano: "Para mi otro WW favorito. Es un honor trabajar contigo. Con cariño, GB" Hank recuerda su conversación sobre las notas de laboratorio de Gale con Walt donde le comenta sobre una dedicatoria parecida y bromeando que WW puede referirse a Walt , descubriendo para su sorpresa que el escurridizo capo Heisenberg es y siempre fue Walter.

## Producción
Este episodio presenta varios guiños a episodios anteriores, como la mosca al comienzo del episodio, la pintura que Walt mira fijamente durante la planificación de los asesinatos en la prisión (la misma pintura del episodio 3 de la temporada 2), el dañado dispensador de papel (causado por el golpe de Walt en la Temporada 2, Episodio 9) en el baño de la clínica de cáncer de Walt, y Lydia le dice a Walt "Vamos a ganar mucho dinero juntos", reiterando la cita de Tuco Salamanca en el final de la primera temporada. Walt le dice a Lydia: "Aprende a tomar un sí por respuesta", que es exactamente el mismo consejo que Mike le dio en el bar (Temporada 4, Episodio 2). El creador de la serie, Vince Gilligan, vio el final como la "justicia poética de más allá de la tumba" de Gale.

Se estimó que la pila de dinero medía 6 pies × 3 pies × 2 ft y que Skyler no habría necesitado una unidad de almacenamiento hasta que tuviera más de $10 millones. En "Ozymandias", Walt le dice a Jack Welker que la pila enterrada equivale a 80 millones de dólares; sin embargo, Gilligan expresó sus dudas durante un podcast anterior:
"Le pregunté al maestro de utilería Mark Hansen, y él y sus muchachos intentaron, solo para su propia edificación, calcular cuánto sería si fuera una mezcla mitad y mitad de años veinte y cincuenta, y él adivinó en alguna parte. en la vecindad de ochenta millones de dólares, ochenta, ochenta y cinco, noventa, eso es mucho dinero. No sé, es posible que nos hayamos equivocado del lado del espectáculo en lugar de la realidad, no sé si [Walt] podría haber hecho tanto tan rápido".
Según Peter Gould, el episodio presentaba originalmente una escena en la que su médico le dice a Walt que su cáncer todavía está en remisión. Sin embargo, la escena se cortó para que el estado actual de Walt quedara ambiguo. Este es el episodio final que presenta a Jonathan Banks como Mike Ehrmantraut, aunque fallecido en el baúl del auto de Walt.

## Recepción

### Calificaciones
"Gliding Over All" fue visto por 2,78 millones de espectadores y recibió una calificación de 1,3 entre los espectadores de 18 a 49 años.

### Recepción de la crítica
Matt Richenthal, de TV Fanatic, le otorgó una calificación de 4,8 sobre 5 estrellas, al afirmar: "'Gliding Over All' todavía logró impactar, llevando a Walt a un lugar que nunca imaginé que estaría antes de la gran revelación: satisfacción. Felicidad. Una sensación de satisfacción por un trabajo bien hecho, un emperador que ya no necesitaba un imperio". A Richenthal le gustaron especialmente los dos montajes que muestran los éxitos de la prisión y el lapso de tiempo. Alan Sepinwall de HitFix calificó el episodio como "un trabajo absolutamente magnífico, tanto en el sentido visual como en la forma en que nos llevó a la siguiente fase final de la historia de Walter White".
Este episodio fue nominado a tres premios Primetime Emmy. Michelle MacLaren fue nominada al premio Primetime Emmy a la mejor dirección de una serie dramática por dirigir este episodio. Kelley Dixon ganó Mejor edición de imagen con una sola cámara para una serie dramática, y Michael Slovis fue nominado a Mejor fotografía para una serie con una sola cámara (Una hora).
En 2019, The Ringer clasificó a "Gliding Over All" como el decimotercer mejor episodio de la serie.